# HD 82685
HD 82685，又名BD+73 470，SAO 6915、HR 3806，是一颗恒星，视星等为6.42，位于銀經138.84，銀緯37.47，其B1900.0坐标为赤經9h 28m 23.5s，赤緯+73° 37.47′ 39″。